# Pogrom van Safed (1929)

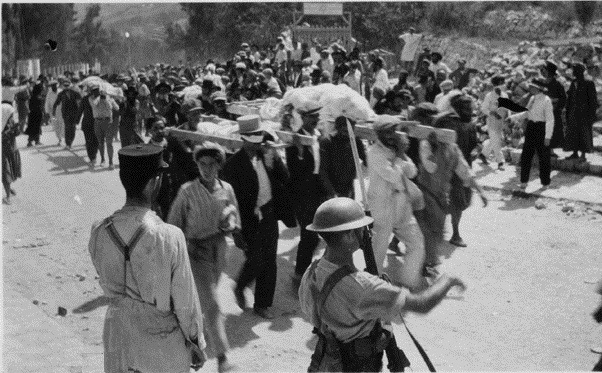
Begrafenis van vermoorde slachtoffers van de pogrom.

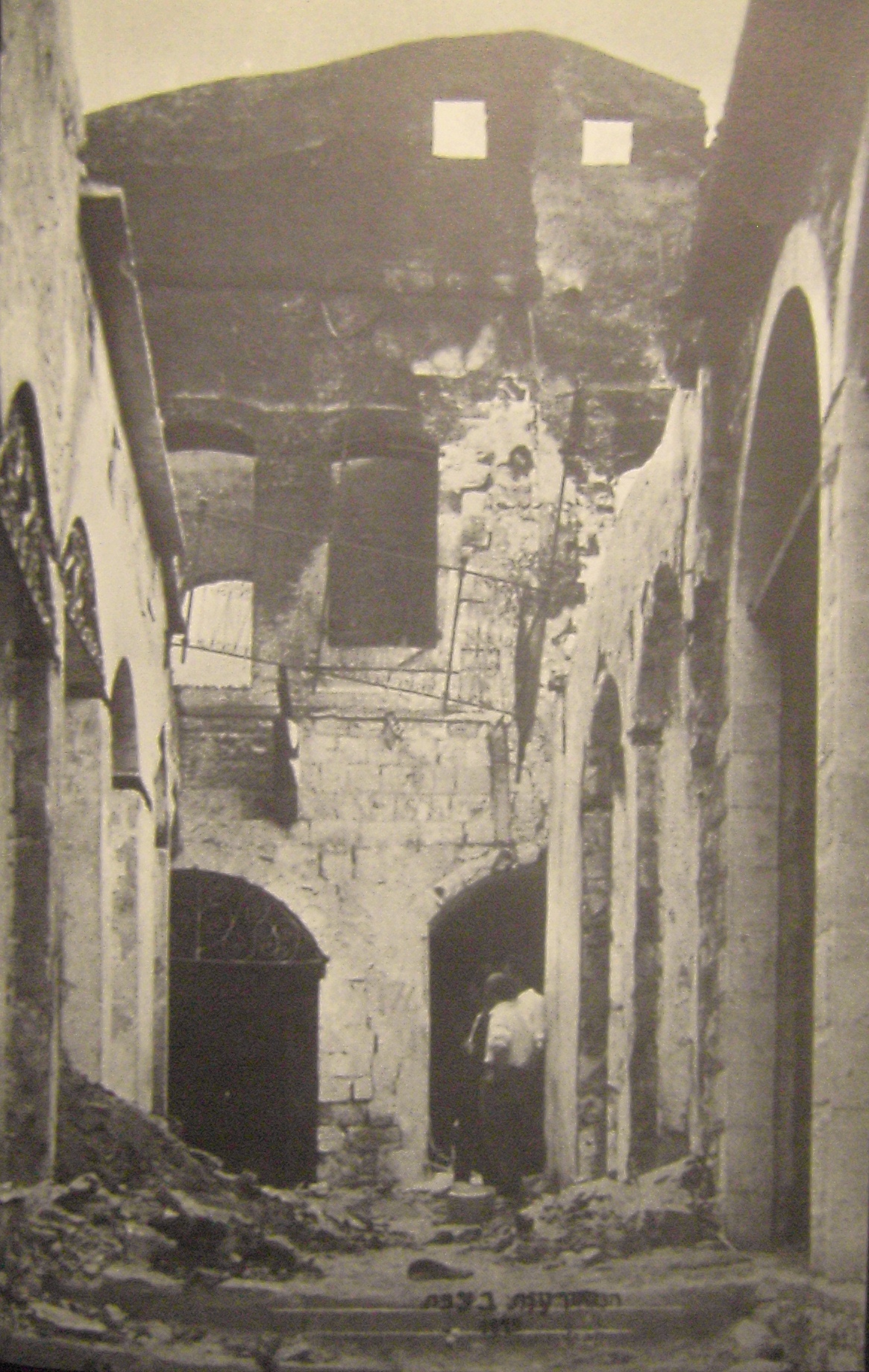
Verwoeste gebouwen na afloop van de pogrom.

De pogrom van Safed van 1929 (Hebreeuws: טבח צפת אורעות תרפ"ט) was een aanval op de Joodse gemeenschap van de stad Safed door Palestijnse bendes. De pogrom vond plaats op 29 augustus 1929.
Eind augustus 1929 braken op grote schaal anti-Joodse onlusten uit in het Britse mandaatgebied Palestina. De zg. Onlusten in Palestina 1929. Het bloedbad van Hebron (1929) en gewelddadigheden in Safed maakten hier deel van uit. Tussen de 18 en de 20 Joden werden gedood en 80 personen raakten gewond. Vooral de hoofdstraat van het stadje werd grotendeels verwoest.

David Hacohen, een inwoner van Safed omschrijft de aanval als volgt: 
We set out on Saturday morning. . . I could not believe my eyes. . . I met some of the town's Jewish elders, who fell on my neck weeping bitterly. We went down alleys and steps to the old town. Inside the houses I saw the mutilated and burned bodies of the victims of the massacre, and the burned body of a woman tied to the grille of a window. Going from house to house, I counted ten bodies that had not yet been collected. I saw the destruction and the signs of fire. Even in my grimmest thoughts I had not imagined that this was how I would find Safed where "calm prevailed." The local Jews gave me a detailed description of how the tragedy had started. The pogrom began on the afternoon of Thursday, August 29, and was carried out by Arabs from Safed and from the nearby villages, armed with weapons and tins of kerosene. Advancing on the street of the Sefardi Jews from Kfar Meron and Ein Zeitim, they looted and set fire to houses, urging each other on to continue with the killing. They slaughtered the schoolteacher, Aphriat, together with his wife and mother, and cut the lawyer, Toledano, to pieces with their knives. Bursting into the orphanages, they smashed the children's heads and cut off their hands. I myself saw the victims. Yitshak Mammon, a native of Safed who lived with an Arab family, was murdered with indescribable brutality: he was stabbed again and again, until his body became a bloody sieve, and then he was trampled to death. Throughout the whole pogrom the police did not fire a single shot.
Een Schotse zendeling meldde aan de Glasgow Herald dat een groep moslims de missiepost voorbijsnelde. Buiten gekomen was zichtbaar dat ramen van Joodse woningen werden ingegooid. Kerkleden kwamen later aangelopen om te melden dat Joden systematisch werden vermoord. Die avond klonk er een overwinningsgejuich uit het moslimkwartier. Er werden machinegeweren gehoord. 22 Joden werden op een onmenselijke  manier vermoord.